# Fuensanta de Martos (kommunhuvudort)
Fuensanta de Martos är en kommunhuvudort i Spanien.   Den ligger i provinsen Provincia de Jaén och regionen Andalusien, i den södra delen av landet, 300 km söder om huvudstaden Madrid. Fuensanta de Martos ligger 755 meter över havet och antalet invånare är 3 231.
Terrängen runt Fuensanta de Martos är kuperad. Runt Fuensanta de Martos är det ganska glesbefolkat, med 27 invånare per kvadratkilometer. Närmaste större samhälle är Jaén, 17,0 km nordost om Fuensanta de Martos. Trakten runt Fuensanta de Martos består till största delen av jordbruksmark.